# 황폐한 집

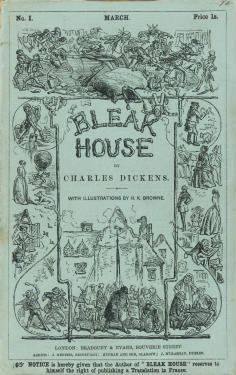

《황폐한 집》(Bleak House)은 찰스 디킨스의 소설로, 1852년 3월부터 1853년 9월까지 총 20편으로 연재되었다. 본 소설은 많은 등장 인물과 여러 서브 플롯으로 구성되어 있으며, 일부분은 소설의 히로인, 에스더 서머슨을 화자로 놓았고, 다른 일부분에는 전지적 화자를 두었다. 소설 《황폐한 집》의 중심에는, 상반되는 여러 유언들로 인해 대법원에서 벌어지는 잔다이스와 잔다이스라는 법정 사건이 자리하고 있다. 1853년 초판 서문에서 디킨스는 자신이 지어낸 이 사건이 실제 여러 판례를 모티브로 했음을 밝히고 있다. 그 중 하나는 1797년 해석된 유언이 논쟁을 불러와 끝내 1859년까지 해결되지 않았던 텔루슨 대 우드포드 판례이다. 많은 법조인들이 디킨스의 풍자가 과장되었다고 비판했지만, 본 소설은 법정 개혁의 입법화로 그 전성기를 맞이한 1870년대의 사법개혁 운동에 도움을 주었다.
황폐한 집의 배경이 언제인지에 대해서는 학자들 간의 논쟁이 있다. 영국의 법사학자 윌리엄 홀즈워스 경은 본 소설의 배경을 1827년으로 잡고 있으나, 55장에서 철도 건물이 세워졌다는 언급은 소설의 배경이 1830년대임을 암시한다.

## 작품 소개
이 소설에서는 두 명의 서술자의 이야기가 교차되면서 챈서리 법정으로 대표되는 당대 사회에 대한 비판과, 순종, 겸손, 근면 등을 여성의 이상적인 미덕으로 간주했던 억압적인 여성 이데올로기에 대한 통찰을 탁월하게 보여주고 있다.
이 소설은 두 명의 서술자의 이야기로 구성되어 있다. 3인칭 서술 시점과 현재 시제로 내용을 이끌어가는 전지전능한 서술자는 작가 디킨스의 시각을 대표하면서 당대의 현실을 냉소적으로 비판하는 반면, 주인공이며 1인칭 서술자인 에스터 서머슨은 과거를 회상하면서 주변 사람에 대한 관찰을 완곡하게 전달하고 있다.
≪황폐한 집≫은 잔다이스 대 잔다이스 소송이 진행되는 챈서리 법정과 레스터 데들록 경과 레이디 데들록을 둘러싼 사교계에 대한 묘사, 에스터의 개인적 이야기가 씨줄과 날줄처럼 잘 엮여서 당대에 대한 비판을 생생하게 형상화한 소설이다. 디킨스는 이 소설에서 영국의 챈서리 법정에 대한 비판과 더불어 에스터 서머슨을 통해 당대의 여성 이데올로기를 점검하고 있다. 표면적으로 에스터는 순종, 겸손, 근면 등 당대의 이상적인 여성의 미덕을 소지한 채 집안 살림을 잘 꾸려간다는 점에서 빅토리아조(朝)의 사회적·가정적 미덕을 완벽히 구현한 존재로 여겨진다. 그러나 디킨스는, 집안 살림을 잘한다는 칭찬에 지나치게 집착하면서 이를 통해 자신의 존재감을 확인하는 에스터의 강박적인 태도를 통해 여성이 집안에서 천사 역할을 해야 한다는 당대 이데올로기의 억압적 성격을 통찰하고 있다. 또한 에스터를 통해 여성을 무성적인 천사로 보는 빅토리아조의 여성관에 도전하고 있다. 자신의 진정한 욕구를 억압한 채 불모의 삶을 살아가는 레이디 데들록에 대한 부정적인 묘사는 에스터가 잔다이스의 청혼을 받아들였을 경우에 처할 수도 있는 운명을 시사하는 것이기도 하다.

## 개요
잔다이스와 잔다이스는 여러 유언들과 상속 예정자들 사이에서 끝없이 진행되어 가던 대법원 법정 사건이다.
레스터 데들록 경과 그의 아내 오너리아는 체스니 워울드에 있는 사유지에서 살아왔다. 데들록 양은 여러 유언들 가운데 한 유언장에 적힌 상속 예정자이다. 가정 변호사 털킹혼 씨가 진술서를 읽는 것을 듣는 와중, 데들록 양은 사본의 필적을 알아챈다. 이 광경을 본 그녀는 거의 졸도할 지경까지 이르렀는데, 털킹혼 씨는 이를 알아차리고, 조사에 들어간다. 그는 « 니모 »라고만 알려진 런던의 극빈자로 살아가는 필경사를 추적한다. 니모는 최근 사망했으며, 그를 알아볼 수 있는 유일한 사람은 톰-올-얼론즈라는 이름의 가난하고 음산하기까지 한 런던의 한 구역에서 집 없이 살아가는 가난한 환경 미화원으로, 조라는 이름을 가진 사내이다. ('니모(Nemo)'는 라틴어로 보잘 것 없는 이를 뜻한다.)
에스더 서머슨은 그녀에게 "너네 엄마, 에스더는 너의 망신이고, 너는 그녀의 것이야"라고 말하는, 가혹한 바버리 여사가 키웠다. 바버리 여사가 죽고 나서, 존 잔다이스는 에스더의 보호자가 되었고 대법원 변호사 '컨버세이션' 켄지가 그녀의 미래를 맡을 것이라고 지정했다. 6년 간 학교를 다닌 뒤, 에스더는 그와 함께 그의 집, '황폐한 집 '에서 살게 된다. 이와 동시에 잔다이스는 두 다른 후견인, 리처드 카스톤과 아다 클레어(둘 다 먼 친척 지간)의 양육권을 맡게 된다. 이 아이들은 잔다이스와 잔다이스 사건에서 계속 문제가 되고 있는 유언장들 중 한 유언장의 상속 예정자이다. 이들의 보호자는 다른 유언장의 상속 예정자로, 이 두 유언장은 상충된다. 리처드와 아다는 금세 사랑에 빠지는데, 잔다이스 씨는 둘의 관계를 반대하지는 않았지만, 리처드가 먼저 직업을 가져야만 한다는 조건을 건다. 리처드는 먼저 의학계에 종사하고자 시도하고, 에스더는 리처드의 가정교사네 집에서 앨런 우드코드라는 의사를 만난다. 리처드가 잔다이스와 잔다이스 사건의 해결로 얻게 될 것들에 대한 가망을 말하자 존 잔다이스는 자신이 « 가정의 저주 »라고까지 부르는 것에 절대 희망을 갖지 말라고 그에게 간청한다. 리처드는 직업을 법조계로 바꾸고자 결정한다. 그는 이후 다시 직업을 바꾸어, 자신의 나머지 재산으로 장교직을 얻게 된다.
데들록 양 역시 자신의 하녀인 오르탕스 양으로 위장해서 필경사를 조사하고 있었다. 데들록 양은 조에게 니모의 무덤으로 자신을 데려가 달라고 돈을 지불한다. 한편 털킹혼 씨는 데들록 양이 레스터 경의 이해관계를 위협할 수 있을 비밀을 지니고 있음을 염려하여, 그녀를 지속적으로 감시하면서, 그녀의 하녀를 스파이로 삼기까지 한다. 또한 그는 조사관 버킷을 고용해 조를 도시 밖으로 쫓아내서, 데들록 부부와 니모 사이의 연결고리가 될 수 있는 그 어떤 것이라도 제거하고자 한다.
에스더는 교회에서 데들록 양을 보게 되고, 이후 체스니 워울드에서 그녀에게 말을 건다. 데들록 양은 에스더가 자기 자식임을 밝혀낸다. 레스터 경은 몰랐으나, 결혼하기 전 오너리아는 호든 선장(니모)과 연인이었고, 그의 아이를 가졌으나 아이가 죽었다고 믿어왔었다. 딸 에스더는 오너리아의 자매, 바버리 여사가 맡게 된 것이다.
에스더는 노숙하는 소년이던 조에게 옮아 병이 들게 된다.(얼굴이 흉해진 것을 보아 아마도 천연두일 것이다) 데들록 양은 에스더에게 진실을 말하기 전까지 낫길 기다린다. 에스더와 데들록 양은 재회하게 되어 기뻐하지만, 데들록 양은 에스더에게 우리가 서로의 관계를 인정해서는 안된다고 말한다.
에스더는 회복될 무렵, 리처드가 여러 직업들에 실패해 왔으며, 자기 보호자의 조언을 무시하고, 자기 자신과 아다를 위한 결단으로 잔다이스와 잔다이스 사건을 결착하고자 하고 있고, 존 잔다이스와의 사이가 틀어졌다는 사실을 알게 된다. 이러는 동안 리처드는 자신의 재산 전부를 잃고 건강마저 악화되어 간다. 리처드와 아다는 비밀리에 결혼을 하고, 아다는 임신하게 된다. 에스더는 난파 사고에서 살아남은 우드코트 씨가 잉글랜드로 돌아오자 그에게 빠지고, 그는 에스더가 흉해졌지만 계속 그녀와 함께 있는다. 그럼에도, 에스더는 이미 자신의 보호자이자 훨씬 나이가 든 존 잔다이스와 결혼하는 것에 동의했었다.
오르탕스 양과 털킹혼 씨는 데들록 양의 과거에 대해 알게 된다. 털킹혼 씨와 대립하고 나서 데들록 양은 레스터 경에게 자신의 행동에 사죄를 표한 메모를 남기고 처갓댁으로 도망친다. 털킹혼 씨는 더 이상 이용 가치가 없어진 오르탕스 양을 해고한다. 털킹혼 씨는 심장에 총을 맞고, 데들록 양에게 혐의가 씌워진다. 자신의 변호사의 죽음, 처의 고백과 도주를 알게 된 레스터 경은 파멸적인 뇌졸중으로 고통받지만, 처에게 용서했으며 돌아오기를 원한다고 간신히 연락한다.
일전부터 잔다이스와 잔다이스 사건에 관한 여러 가지 문제들을 조사해 온 버킷 조사관은 데들록 양을 찾아달라는 레스터 경의 의뢰를 승낙한다. 먼저 그는 데들록 양이 살인 혐의가 있다고 의심했으나, 오르탕스의 잘못임이 밝혀지고 나서 이 혐의는 벗겨진다. 그는 에스더에게 그녀의 어머니를 찾는 데 협조해 달라고 부탁한다. 데들록 양은 남편이 자신을 용서했는지도, 살인 혐의가 벗겨졌는지도 알 일이 없었고, 추운 날씨에 시골을 방랑하다가 옛 연인, 호든 선장(니모)의 묘에서 죽게 된다. 에스더와 버킷 조사관은 그곳에서 그녀를 찾게 된다.

## 서지 정보
- 김현숙 역, 2009년, 지식을만드는지식[깨진 링크(과거 내용 찾기)] ISBN 978-89-6406-203-6